# John Glenn
John Herschel Glenn Jr. (18. července 1921 Cambridge, Ohio – 8. prosince 2016 Columbus, Ohio) byl americký astronaut, vojenský letec, manažer a politik. Byl pátým člověkem, který letěl do vesmíru. Byl třetím Američanem ve vesmíru a prvním, který se dostal na oběžnou dráhu Země. 
Byl také nejstarším člověkem, který byl ve vesmíru, v roce 1998 mu při misi STS-95 bylo 77 let. 
V letech 1975–1999 byl senátorem za Ohio.

## Mládí a kariéra v armádě
Glenn vyrůstal v Cambridge a New Concordu v Ohiu. Jeho otec měl instalatérský závod a také zastupoval automobilovou firmu Chevrolet. Získal titul bakaláře věd ve strojírenství na Muskingum College. V roce 1942 se zapsal do programu pro budoucí letce, který připravila vláda v New Philadelphii: Pak narukoval do armády k námořnictvu. Hodnost poručíka získal roku 1943 a krátce nato se oženil se svou dlouholetou kamarádkou Annne Margaret Castorovou. V roce 1944 byl přidělen k námořní skupině VMO-155. Glenn létal jako pilot stíhacího bombardéru na strojích Corsair nad Marshallovými ostrovy, především nad Maloelapem, kde útočil na protiletadlové dělostřelectvo Japonska a shazoval bomby. Absolvoval 59 letových střetnutí s Japonci. V roce 1945 byl převelen na námořní leteckou základnu Patuxent River, kde byl ke konci války povýšen na kapitána.
Po druhé světové válce byl Glenn přidělen na základnu na Guamu a účastnil se hlídkových misí nad severní Čínou a v roce 1948 se stal leteckým instruktorem ve městě Corpus Christi v Texasu. Do Korejské války byl poslán jako člen letky VMF-311, kde byl jeho častým spolubojovníkem baseballista Ted Williams z Boston Red Sox, který byl odveden podruhé během deseti let.[zdroj?]
Později létal Glenn v Koreji u letectva v rámci služební výměny. Létal na North American F-86 Sabre a sestřelil tři nepřátelské MiGy-15. Za svou službu obdržel několik medailí.
Po válce se vrátil do Patuxent River N.A.S., a byl jmenován do školy testovacích pilotů (třída 12). Jako testovací pilot sloužil na pozici zbraňového důstojníka, létal se stroji do velké nadmořské výšky a testoval jejich kulomety.
Dne 16. července 1957 Glenn uskutečnil rekordní první nadzvukový transkontinentální přelet USA. Využil přitom průzkumnou verzi palubního stíhacího letounu Vought F8U-1P Crusader (BuNo 144608). Odstartoval v 6:04 ze základny Naval Air Station Los Alamitos v Kalifornii. O 3 hodiny, 23 minut a 8 sekund později přistál na letišti Floyd Bennett Field v New Yorku. Vzdálenost 3798 kilometrů urazil průměrnou rychlostí 1167,18 kilometrů v hodině. Let se uskutečnil v rámci operace Bullet, jejímž cílem bylo ověřit schopnosti letounu Crusader při letu na téměř maximálním výkonu a na dlouhou vzdálenost. Během letu Glenn třikrát doplnil palivo z létajících tankerů North American AJ Savage. Protože pilotoval průzkumnou verzi letounu F-8 Crusader, cestou pořizoval panoramatické snímky. Glenn byl za svůj výkon oceněn vyznamenáním Záslužný letecký kříž (Distinguished Flying Cross).

## Kariéra u NASA

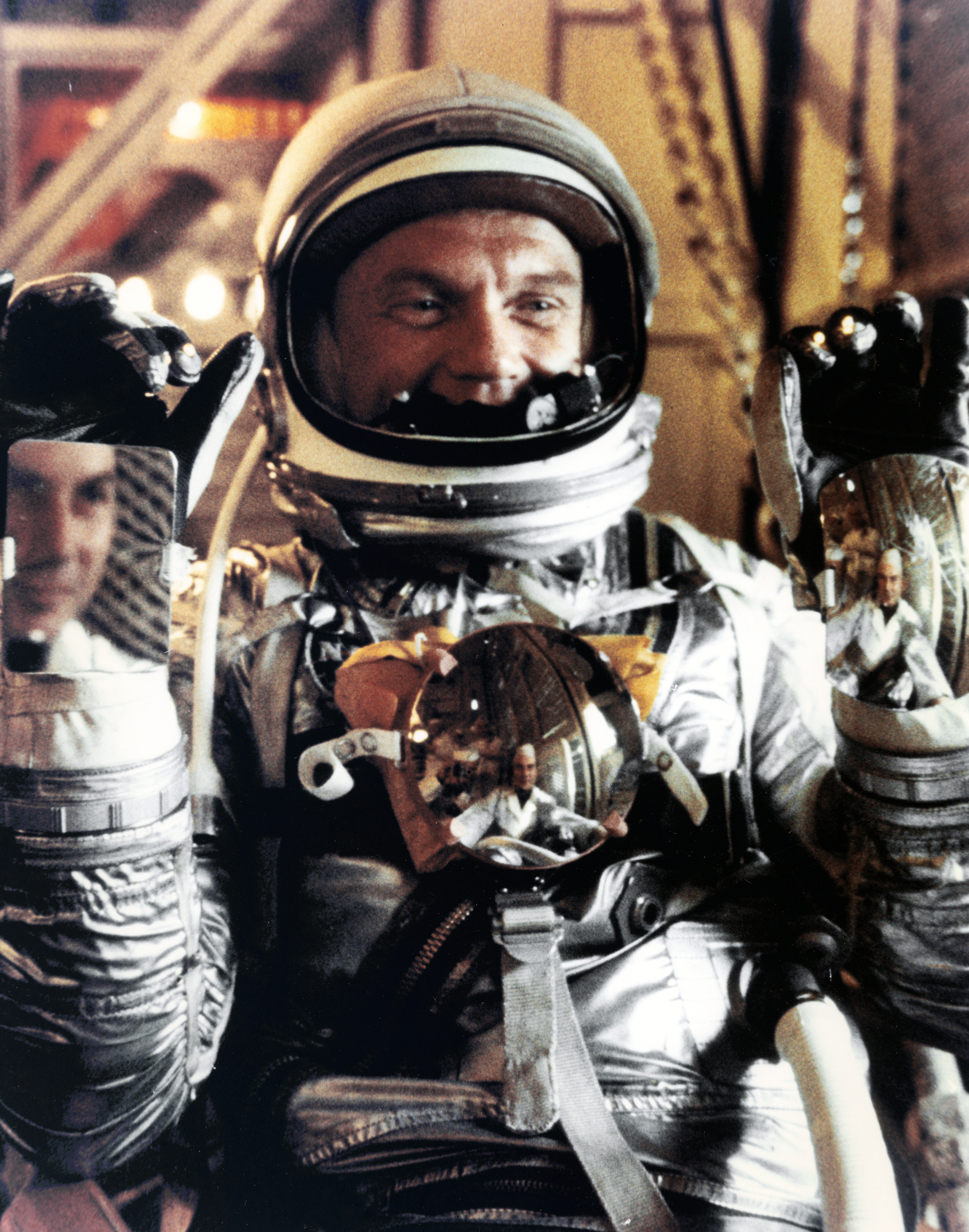
John Glenn v roce 1962

V roce 1959 byl Glenn přidělen k NASA jako jeden z astronautů pro program Mercury. Během té doby byl stále důstojníkem u námořnictva. Stal se pilotem prvního amerického letu po oběžné dráze s lodí Friendship 7 při misi Mercury-Atlas 6, a to 20. února 1962.
Po třech obletech země trvajících 4 hodiny, 55 minut a 23 sekund přistál na zemi a stal se národním hrdinou a dočkal se oslavného průvodu jako Charles Lindbergh. Stal se osobním přítelem rodiny Kennedyů; po vraždě Johna F. Kennedyho ho Jacqueline Kennedyová požádala, aby o tom řekl jejím dětem.
Glenn odešel z NASA šest týdnů po Kennedyho smrti a chtěl se ucházet o křeslo senátora za Ohio. V roce 1965 odešel jako plukovník od námořnictva a vstoupil do světa obchodu jako člen vedení Royal Crown Cola. Později se vrátil do světa politiky. Některé záznamy o Glennově službě u NASA naznačují tomu, že mu bylo zabráněno se zúčastnit misí Gemini a Apollo, a to dokonce samotným prezidentem Kennedym a vedením NASA, kvůli obavám, že případná ztráta národního hrdiny značně poškodí, nebo dokonce ukončí programy pilotovaných letů do vesmíru. Na druhou stranu, Glenn odešel od NASA 30. ledna 1964, tedy dlouhou dobu před jmenováním první posádky mise Gemini.
Podruhé se Glenn podíval do vesmíru 29. října 1998 na palubě raketoplánu Discovery v rámci mise STS-95. Při misi na něm byly studovány důsledky vesmírného letu pro starého člověka. Glennovi bylo 77 let a je tedy nejstarším astronautem. Jeho účast v devítidenní misi byla mnohými lidmi z oboru kritizována jako pouhý výlet pro politika. Jiní namítali, že Glennův let nabídl hodnotná výzkumná data, protože mezi jeho dvěma pobyty ve vesmíru uběhlo 35 let, což je naprostý unikát.
Je ironií, že se John Glenn vehementně stavěl proti vesmírnému výletu Dennise Tita, protože ten podle něj neměl žádný vědecký účel.
Po Glennovi jsou pojmenovány Glenn Research Center v Lewis Field v Clevelandu, Ohiu a dálnice plukovníka Glenna poblíž Daytonu v Ohiu.

## Politická kariéra

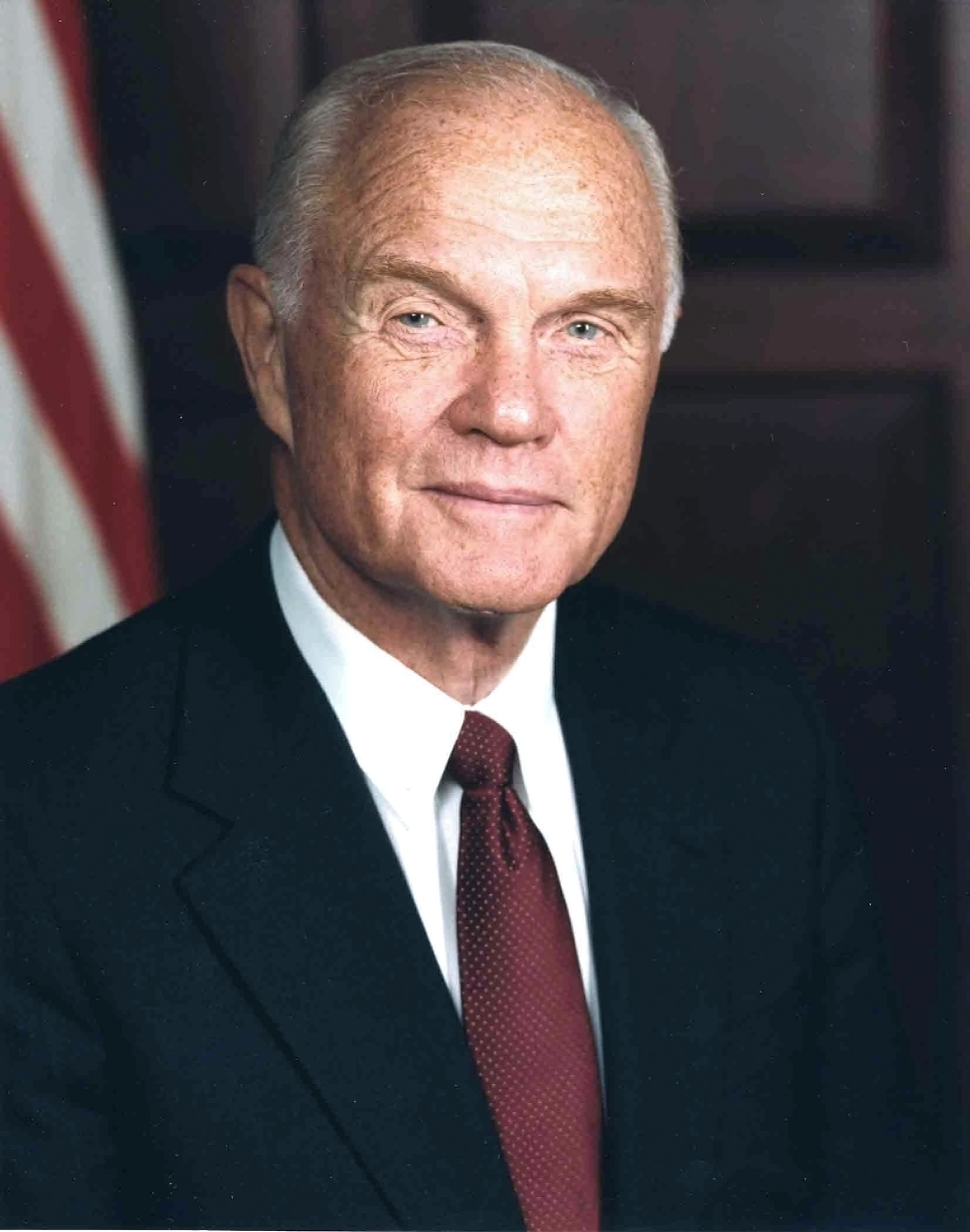
Oficiální fotografie senátora Glenna

V roce 1964, po odchodu z NASA, oznámil Glenn, že se bude v primárkách utká se senátorem Stephenem M. Youngem o nominaci do Senátu za Demokratickou stranu, ale byl nucen odstoupit, protože ve vaně upadl, zranil si vnitřní ucho a utrpěl otřes mozku a nebyl tedy schopen pokračovat v kampani.
Glenn zůstal blízkým přítelem Kennedyů a byl s Robertem Kennedym, když byl zavražděn.
Glenn v roce 1976 nabídl Jimmymu Carterovi, že bude jeho viceprezidentem, ale jeho volbou byl Walter Mondale, senátor za Minnesotu. V roce 1984 se Glenn ucházel o kandidaturu na prezidenta za Demokratickou stranu. Nejprve se mu vedlo dobře, srovnatelně s Mondalem. Předpokládalo se, že vliv sehrálo i uvedení filmu The Right Stuff o sedmičce astronautů programu Mercury, kde byl Glenn zobrazen ve velice pozitivním světle. Glenn ale brzy svůj zájem obrátil na domácí politiku, při primárkách v Iowě propadl se ziskem pouze 4% a média obrátila svůj zájem na ostatní kandidáty, kterými byli Walter Mondale, Gary Hart a Jesse Jackson. Při neúspěšné kampani se Glenn silně zadlužil a dluh musel několik let splácet.
V roce 1970 se Glenn opět ucházel o nominaci do senátu za Demokratickou stranu, ale v primárkách jej porazil Howard Metzenbaum, kterého ale ve volbách porazil republikánský kandidát Robert Taft Jr. O čtyři roky později Glenn v primárkách vyhrál, když porazil právě Metzenbauma, kterého dříve do Senátu jmenoval guvernér Ohia John J. Gilligan, aby nahradil Williama B. Saxbeho, který na svůj post rezignoval, aby se mohl stát ministrem spravedlnosti. Glenn se v roce 1974 stal senátorem, když porazil starostu Clevelandu Ralpha Parka, a jeho kariéra v Senátu trvala až do roku 1999. V roce 1980 obhájil svůj post, když porazil Jima Bettse a v roce 1986 porazil Toma Kindnesse.
Na konci 70. a začátku 80. let, Glenn a Metzenbaum (který byl do senátu zvolen v roce 1976) měli napjaté vztahy, ačkoliv oba byli ze stejného státu a byli zvoleni za stejnou stranu. Ke zlepšení vztahů došlo v roce 1983, kdy Metzenbaum podpořil Glenna jako kandidáta na prezidenta. V roce 1988 Glenn veřejně podpořil Metzenbauma, kterého jeho oponent George Voinovich obvinil z toho, že má slabost pro dětskou pornografii. Glenn byl jedním z pěti senátorů, kteří se zapletli do skandálu s přijetím $ 200 000 od Charlese Keatinga. Glenn a republikán John McCain byli ale očištěni. Senátní komise konstatovala, že Glenn se dopustil špatného úsudku, ale ničeho horšího. Skandál dal republikánům naději na výhru ve volbách v roce 1992, ale Glenn jasně porazil jejich kandidáta, Michaela DeWineho a udržel si své křeslo. V roce 1998 už Glenn nekandidoval a demokraté vybrali Mary Boyle, ale tu porazil republikánský kandidát George Voinovich.
V roce 2014 prodělal operaci srdce a následně mozkovou mrtvici. Zemřel 8. prosince 2016 ve věku 95 let v Jamesově onkologické nemocnici ve státě Ohio. Až do smrti působil na John Glenn School of Public Affairs, která je součástí Ohijské státní univerzity.

## Rodina
Glenn vyrůstal v Cambridge a New Concordu v Ohiu. Oženil se se svou dívkou z dětství, Annou Margaret Castor, se kterou se seznámil v New Concordu a hrál s ní v kapele. Měli dvě děti, Davida a Carolyn. Glenn i jeho žena navštěvovali Maskingum College v New Concordu.

## Medaile a vyznamenání
Armádní
- Distinguished Flying Cross x6
- Air Medal x19
- Navy Unit Commendation
- Marine Corps Expeditionary Medal
- Asiatic-Pacific Campaign Medal
- American Campaign Medal
- World War II Victory Medal
- China Service Medal
- National Defense Service Medal
- Korean Service Medal
- United Nations Service Medal
- Korean Presidential Unit Citation
- Navy Astronaut Wings
- Naval Aviator Badge
- Marine Corps Astronaut Medal

Civilní
- NASA Distinguished Service Medal
- Congressional Space Medal of Honor
- Uvedení do National Aviation Hall of Fame (Národní letecká síň slávy)

## Zajímavosti
- John Glenn si zahrál sám sebe v seriálu Frasier v epizodě „Docu. Drama“,
- Je zmíněn v písni Billy Joela „We Didn’t Start the Fire“.
- Píseň Iana Browna „My Star“ obsahuje slova „God speed, John Glenn“.
- Ve filmu Správná posádka jej hrál Ed Harris.